# Batalla de la Smala
La Batalla de la Smala o de Taguín, ocurrida el 16 de mayo de 1843, fue luchada entre Francia y la resistencia argelina y es un episodio importante en la conquista francesa de Argelia. Los franceses, liderados por Enrique de Orleans, duque de Aumale, allanaron el campamento tribal (smala) del emir Abd al-Qádir.
Argel había sido tomada el 5 de julio de 1830 por tropas francesas. Una larga campaña militar (de 1830 a 1857) fue entonces necesaria para apaciguar el resto de Argelia. La principal resistencia fue dirigida por al-Qádir y Lala Fatma N'Sumer. 
Más de 3 mil personas, de las 30 mil que seguían a al-Qádir, fueron capturadas presas. Además, los franceses se llevaron un buen botín hurtando sus más valiosos bienes, entre ellos el cofre de guerra de al-Qádir y una biblioteca valorada en 5000 libras esterlinas. Tres días después, capturaron a otros 2500 argelinos más. Al-Qádir estuvo ausente el día de la batalla, pues se encontraba en una expedición.

## Circunstancias del ataque
El duque de Aumale, Enrique de Orleans, heredó el título de Príncipe Real de Francia tras la muerte de su hermano mayor Fernando Felipe, en 1842.
La smala había pasado el final del invierno de 1843 caminando durante dos días por el sur de Tagdemt. Sabiendo que estaba siendo perseguida, la smala vagó por el área hasta encontrar el pozo de Taguín, el 16 de marzo. El gobernador general Bugeaud había sido informado de la presencia del smala cerca de Boghar, pero desconocía el lugar preciso.
Ordenó al general Lamoricière y al duque de Aumale ir tras ellos. El príncipe partió de Boghar con 1300 soldados de infantería y 600 caballos. Tres días después, se enteró de que la smala estaba a 80 kilómetros al sur de Gudyila. Para alcanzarla, debía cruzar veinte leguas de una vez sin una gota de agua. Mientras los soldados buscaban la fuente de Taguín para saciar su sed, el agha Ahmar ben Ferhat vino a informar al príncipe de la presencia inesperada del smala en esta misma fuente.

## Organización de la smala
La smala de Abd-al-Qádir siempre había estado organizada del mismo modo: constaba de cuatro recintos circulares y concéntricos donde cada aduar, cada familia, cada individuo tenía su lugar fijo y marcado, según su rango, su utilidad, sus funciones o su cercanía al jefe. Al llegar la smala a su alojamiento, la tienda del emir estaba en el centro del terreno que debía cubrir el campamento.
- Inmediatamente fue rodeada por las carpas de los sirvientes íntimos y los principales familiares de Abd al-Qádir que componían el primer recinto: 5 aduares
- El segundo incluía los aduares de Jalifa Ben Alal y sus padres, los de la infantería regular y algunos jefes importantes: 10 aduares.
- El tercero estaba absolutamente formado por Hachem-Cherraga y Hachem-Gharaba: 207 aduares.
- El cuarto recinto, más o menos cercano a los recintos principales, según las dificultades del terreno, agua, bosques o pastos, estaba formado por siete tribus nómadas que servían a los smala como guías y protección en el desierto: 146 aduares.

Es decir un total de 368 aduares, de quince a veinte carpas cada una. Podemos estimar en 20 mil almas la población de esta ciudad itinerante, y en 5 mil el número de combatientes armados con fusiles, entre ellos quinientos de infantería regular y dos mil de caballería.

## El ataque
Abd-al-Qádir estaba ausente, junto con sus principales lugartenientes, pero sus familias estaban allí. El 16 de mayo, la caballería acababa de aparecer y se desplegó en un montículo pedregoso que domina el nacimiento de Taguín. Un primer ataque, formado por spahis y gums, marchó al trote comandada por el coronel Yusuf (nacido Joseph Vantini, anteriormente intérprete militar). El príncipe debe enfrentarse a un enemigo muy superior en número. Gracias a la intervención del teniente coronel Louis-Michel Morris y sus tres pelotones de caballería, los franceses se aseguraron la victoria.

## Resultado
Se contaron alrededor de trescientos argelinos muertos, mientras que de franceses sólo nueve hombres y doce heridos. El botín fue inmenso y se tomaron más de 3000 prisioneros. Al-Qádir huyó a Marruecos más tarde ese año, lo que provocó la presión francesa sobre Marruecos y el advenimiento de la guerra franco-marroquí en 1844. Finalmente fue capturado en 1847, poniendo fin a la importante resistencia argelina a la ocupación colonial francesa.

## Galería

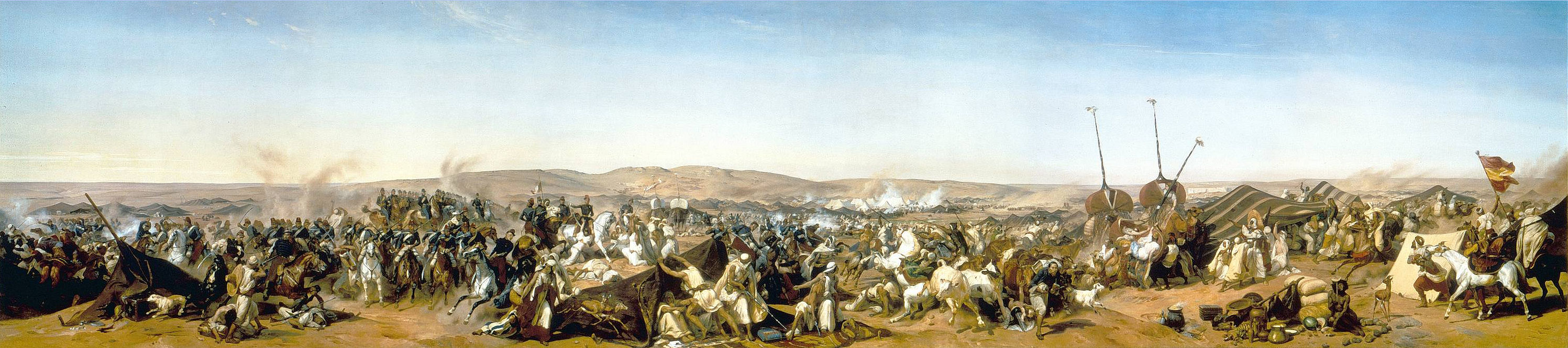
Prise de la smalah d Abd-El-Kader a Taguin (1843), por Horace Vernet